# Assisi novello
L'Assisi novello è un vino DOC la cui produzione è consentita nella provincia di Perugia.

## Caratteristiche organolettiche
- colore: rosso rubino con sfumature violacee
- odore: fruttato, persistente
- sapore: armonico, fresco, talvolta vivace

## Produzione
Provincia, stagione, volume in ettolitri
- nessun dato disponibile